# 謝鐸
謝 鐸（しゃ たく、1435年 - 1510年）は、明代の学者・官僚。字は鳴治、号は方石。本貫は台州府太平県。

## 生涯
謝世衍と高氏のあいだの子として生まれた。1464年（天順8年）、進士に及第し、翰林院庶吉士に任じられた。1465年（成化元年）、翰林院編修に進んだ。1467年（成化3年）、『英宗実録』の編纂に参加した。謝鐸の性格は孤高で、学問につとめて古代を慕い、経学の実用を研究した。
1473年（成化9年）、謝鐸は『通鑑綱目』を校勘した。1475年（成化11年）、翰林院侍講に進み、経書の講義にあたった。1478年（成化14年）、両親を相次いで失い、辞職して喪に服した。喪が明けても、謝鐸は親を養うことができなかったといって、官への復帰に応じなかった。
1488年（弘治元年）、謝鐸は侍講のまま『憲宗実録』の編纂事業に召集された。1490年（弘治3年）、南京国子祭酒に抜擢された。1491年（弘治4年）1月、師儒を選ぶことなど六事を言上した。5月、病のため致仕した。1499年（弘治12年）8月、礼部右侍郎に抜擢され、国子祭酒の事務を管掌した。たびたび辞職を願い出たが、許可されなかった。1503年（弘治16年）、『歴代通鑑纂要』の編纂に参加した。1508年（正徳3年）11月、致仕した。
1510年（正徳5年）11月壬午、謝鐸は死去した。享年は76。礼部尚書の位を追贈された。諡は文粛といった。著書に『国子監続志』11巻・『祭礼儀注』2巻・『名臣事略』20巻・『尊郷録』10巻・『赤城新志』23巻・『伊洛淵源続録』6巻・『奏議』4巻・『赤城論諫録』10巻・『桃渓浄稿』45巻・『桃渓詩稿』36巻・『偲山集』7巻があった。